# Lilly Blaudszun

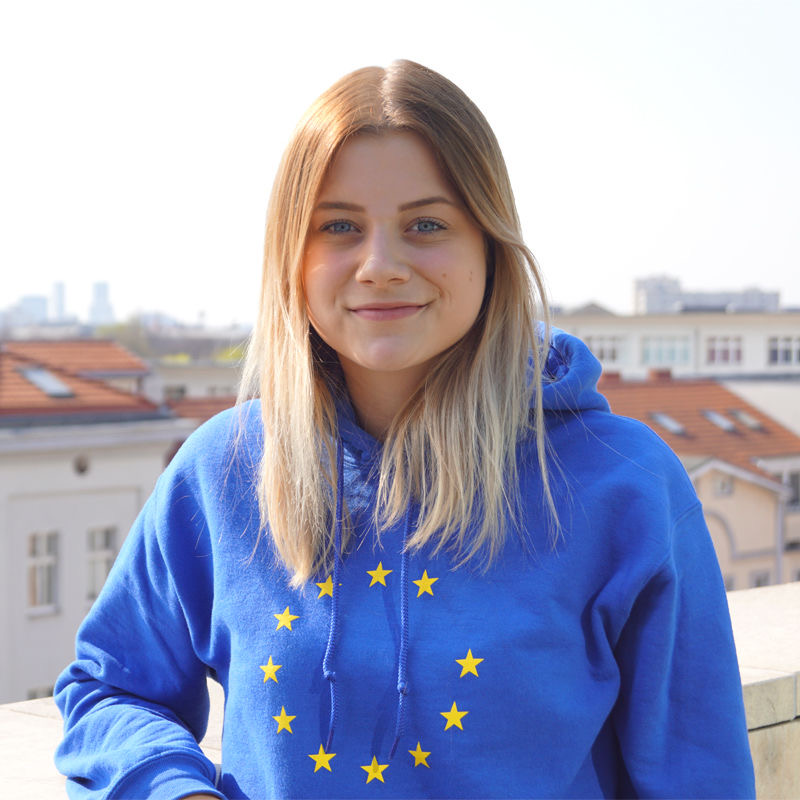
Lilly Blaudszun (2019)

Lilly Blaudszun (* 5. Juni 2001 in Bückeburg) ist eine ehemalige deutsche Politikerin (SPD) und politische Influencerin. Seit 2024 arbeitet sie als Podcast-Host.

## Leben
Blaudszun wuchs im dörflichen Ortsteil Techentin von Ludwigslust in Mecklenburg-Vorpommern auf. Im Alter von zwölf Jahren wurde sie durch eine Party des dortigen Jugendrats auf dessen Arbeit aufmerksam. Kurze Zeit später war sie Mitglied und Vorsitzende des Gremiums. Presseberichten zufolge entschied sie sich während eines Schülerpraktikums bei einem Abgeordneten der SPD im Schweriner Landtag für eine Parteizugehörigkeit. Letztlich angeworben hat sie der damalige Bundesaußenminister Frank-Walter Steinmeier.
Sie engagierte sich darauf folgend für die Jusos. Von 2017 bis 2019 war sie stellvertretende Vorsitzende des Juso-Landesverbands Mecklenburg-Vorpommern und von 2017 bis 2019 eine der jeweils drei Koordinatorinnen der Juso-Schüler*innen- und Auszubildenden-Gruppe.
2019 legte sie das Abitur am Goethe-Gymnasium Ludwigslust ab und begann anschließend ein Studium der Rechtswissenschaften an der Europa-Universität Viadrina in Frankfurt (Oder). Dort arbeitete sie als studentische Hilfskraft am Lehrstuhl für Strafrecht, Strafprozessrecht und Rechtsphilosophie. Sie ist Mitglied im Fakultätsrat der Juristischen Fakultät. Sie war außerdem in Berlin studentische Hilfskraft des Bundestagsabgeordneten Frank Junge und betreute dessen Social-Media-Auftritt.
Zur Landtagswahl in Brandenburg 2019 wurde sie von Dietmar Woidke in sein Wahlkampf-Team geholt. Ab Juli 2020 arbeitete sie für die SPD Mecklenburg-Vorpommern im Kommunikationsbereich und gehört beim Wahlkampf zur Landtagswahl in Mecklenburg-Vorpommern 2021 zum Social-Media-Wahlkampfteam von Manuela Schwesig. Außerdem gehörte sie ab November 2020 zum Bundestagswahlkampfteam der SPD.
Sie agierte als Social-Media-Expertin der SPD im Bundes- und Landeswahlkampf 2021.
Die Wochenzeitung Die Zeit nahm sie 2019 als 18-Jährige in ihre Beilage „Die 100 wichtigsten jungen Ostdeutschen“ auf. Im Umfeld des 39. SPD-Parteitags im Dezember 2019 übernahm sie den Instagram-Account der SPD. Auch Julia Lorenz vom Musikexpress äußerte sich in der Popkolumne zum Jahresrückblick 2019 über „die zielgruppenwirksam twitternde Jung-Sozialdemokratin Lilly Blaudszun, deren Social-Media-Auftritt als Antidot gegen den Bedeutungsverlust der SPD gesehen wird“. Die  Nachrichtenwebsite Der Spiegel zählte sie Anfang 2021 zu fünf Politikern unter 30, von denen man 2021 noch hören würde.
Seit an sie gerichtete Drohungen in den sozialen Netzwerken auftauchten, nachdem sie am 1. Februar 2019 das Foto eines Kaffeebechers des Juso-Bezirksverbandes Hannover mit dem Slogan „Mein Vaterland interessiert mich nicht die Bohne.“ getwittert hatte, versuchte sie, ihr Privatleben aus ihren Online-Aktivitäten herauszuhalten. Jedoch erwähnt eine Reportage im Tagesspiegel, dass sie mit der Ministerpräsidentin von Mecklenburg-Vorpommern, Manuela Schwesig, fast täglich in Kontakt steht. Die SPD wollte mit Hilfe von Blaudszuns Social-Media-Aktivitäten gezielt junge Wähler ansprechen, allerdings hatte sie im Juni 2020 mit knapp 13.000 Abonnenten bei Instagram noch erheblich weniger Reichweite als der CDU-Nachwuchspolitiker und Bundestagsabgeordnete Philipp Amthor mit mehr als 90.000. Ihre Reichweite nutzte Blaudszun auch für Produktwerbung. Nach Kritik hieran gab sie an, die Einnahmen an soziale Einrichtungen zu spenden.
Am 29. September 2021 gab sie auf Twitter ihren Rückzug aus der Politik bekannt und deaktivierte zwischenzeitlich ihren Twitteraccount. Sie war 2022 Mitglied der Bundesversammlung zur Wahl des Bundespräsidenten, nominiert durch die SPD Mecklenburg-Vorpommerns.
Im Oktober 2021 wurde sie ins Präsidium des Deutschen Evangelischen Kirchentags gewählt. Seit dem 1. Februar 2022 war sie neben ihrem Studium als Mitarbeiterin für Soziale Medien und Kommunikation der Deutschen Stiftung für Engagement und Ehrenamt (DSEE) mit Sitz in Neustrelitz tätig.
Im September 2022 kehrte Blaudszun auf ihre Social-Media-Accounts zurück. Ebenfalls wechselte sie im Juli 2023 von der DSEE als Beraterin zur Werbeagentur BrinkertLück Creatives in Hamburg, die sie bereits 2020/21 im Bundestagswahlkampf für die SPD unterstützt hat.

## Positionen
In Gastbeiträgen für das Online-Medium Vice und die Ostsee-Zeitung äußerte sich Blaudszun zum Thema Bildungspolitik. In einem Interview nach der Wahl zum SPD-Vorsitz 2019 kritisierte sie die Rolle der SPD in der Großen Koalition unter Merkel, zum Beispiel für ihre Klimapolitik sowie die Ratifizierung der Richtlinie (EU) 2019/790 (Urheberrecht im digitalen Binnenmarkt), lobte aber sozialdemokratische Projekte wie die Grundrente.
Sie sprach häufig über Ostdeutschland seit 1990 und die Rolle der Jugend für die Zukunft. Dabei sei es ihr wichtig, dass junge Menschen aus „dem Osten“ ihrer Heimat etwas zurückgeben können. Auch wichtig sei es, junge Menschen generell für Ostdeutschland begeistern zu können. Daher sei sie für ihr Studium auch nicht nach Westdeutschland gezogen, sondern habe bewusst die Europa-Universität Viadrina in Frankfurt (Oder) als Studienort ausgewählt.
Im September 2024 gehörte sie zu den Initiatoren des Offenen Briefs Eintreten für Würde, der sich für eine humane Asylpolitik einsetzt und gegen die Verschärfung der  Migrationspolitik der Bundesregierung wendet und hierfür sozialdemokratische Werte anführt. Der Brief wurde als Online-Petition bis zum 16. Oktober 2024 von über 13.000 Personen unterzeichnet.

## Podcast
Für den Jugend-Hörfunksender Fritz des öffentlich-rechtlichen Rundfunks Berlin-Brandenburg startete Lilly Blaudszun zusammen mit Jakob Springfeld den Podcast „OKF – Ortskontrollfahrt“, in dem sie über das normale Leben in Ostdeutschland berichten und der seit 18. Juli 2024 in der ARD Audiothek veröffentlicht wird.